# Fortunado Luciano Herrera y Garmendia
Fortunato Luciano Herrera Garmendia (Cuzco, 13 de diciembre de 1875 – Lima, 13 de abril de 1945) fue un científico, naturalista, catedrático, y naturalista peruano; era miembro de la Academia Nacional de Ciencias Exactas, Físicas y Naturales y de la correspondiente a la Academia de Historia y Geografía de Chile.

## Biografía
Nació en la ciudad del Cusco, Perú, el 13 de diciembre de 1873, hijo de Francisco Manuel Herrera y La Puerta y de Juliana Petrona Garmendia Galiano. Cursó la instrucción primaria en el Colegio de la Unión. Después pasó a cursar la instrucción secundaria al Colegio Nacional Ciencias del Cuzco. En 1895 ingresó a la Sección de Ciencias de la Universidad Nacional de San Antonio Abad del Cusco, habiendo escogido la asignatura de Ciencias Naturales. En 1900 se graduó de Bachiller presentando una tesis titulada “Etnografía de los Indios de Chincheros”, aportando preciados datos respecto a las características antropológicas de la raza indígena.
El 28 de octubre de 1905 se casó con Raquel de la Barra Ugarte en la ciudad de Cuzco.
En 1911, cuando la sección de Ciencias de la Universidad fue elevada a la categoría de Facultad, se graduó de Doctor (29 de noviembre). Su tesis fue titulada: “Coordenadas Geográficas de la ciudad de Cuzco y de algunos lugares importantes del Departamento”.
En la Universidad Nacional de San Antonio  del Cusco fue catedrático interino de Botánica desde el año 1912 a 1929, año en que fue nombrado a la cátedra de Botánica Descriptiva y Geobotánica hasta 1933. En 1915 fue nombrado y enviado como Delegado de la Universidad Nacional de San Antonio abad del Cusco, en misión de cultura, ante las Universidades e Instituciones Científicas de las diferentes capitales de Sudamérica, habiendo visitado Santiago de Chile, Buenos Aires, Montevideo y La Paz.
En 1924 fue elegido Presidente de la Sección de Botánica en el Tercer Congreso Panamericano de Química, realizado en Lima. Igualmente fue socio corresponsal de numerosas instituciones de países latinoamericanos y europeos. En 1929 fue nombrado Rector de la Universidad Nacional de San Antonio Abad del Cusco, desempeñando este alto cargo hasta 1933, fecha en que se retira por motivos de salud.
Años después, la Universidad Nacional Mayor de San Marcos le dio la cátedra de su especialidad, cargo que ocupó interinamente. También fue nombrado Jefe del Departamento de Arqueología y seguidamente, Jefe del Departamento de Historia del Museo (1935-1941), habiendo desempeñado también el cargo de Jefe de Seminarios de Botánica desde 1942, en la mencionada Universidad.
En 1938 formó parte del Comité Organizador del 1.er Congreso de Química, fue elegido Presidente de la Primera Sección.
Fue miembro fundador de la Academia Nacional de Ciencias Exactas y Naturales de Lima.
También en 1938, la Universidad Nacional de  San Antonio Abad del Cuzco lo nombró catedrático honorario de la Facultad de Ciencias y el Concejo Provincial del Cuzco le entregó una Medalla de Oro y un Diploma de Honor, en reconocimiento a su larga labor científica y docente. En los postreros años de su vida, perteneció al Comité de Protección de la Naturaleza organizado en Lima.
Falleció en Lima el 13 de abril de 1945 habiéndose declarado duelo nacional.

## Cronología
- Estudios primarios y medios en el Colegio Nacional de Ciencias del Cuzco.

- 1900: bachiller en ciencias en la Universidad Nacional San Antonio Abad del Cuzco.

- 1903: subdirector y director interino del Colegio Nacional de Ciencias del Cuzco (1903-1905).

- 1911: doctor en ciencias en la Universidad Nacional San Antonio Abad del Cuzco.

- 1912: catedrático de botánica general y descriptiva en la Facultad de Ciencias de la Universidad Nacional San Antonio Abad del Cuzco (1912-1933).

- 1923: catedrático interino de fitogeografía en la Facultad de Ciencias de la Universidad Nacional San Antonio Abad del Cuzco (1923-1924).

- 1929: rector de la Universidad Nacional San Antonio Abad del Cuzco (1929-1933)

- 1933: incorporado a la Facultad de Ciencias de la UNMSM en la que dicta la cátedra de botánica y fue Jefe del Seminario de Botánica; director del Museo Nacional (1933-1934).

- 1935: director del Museo Histórico Nacional.